# Emil Heinrich Meyer
Emil Heinrich Meyer (* 6. Mai 1886 in Wiesbaden; † 9. Mai 1945 in Berlin) war ein deutscher Manager und Honorarprofessor an der Handelshochschule Berlin.

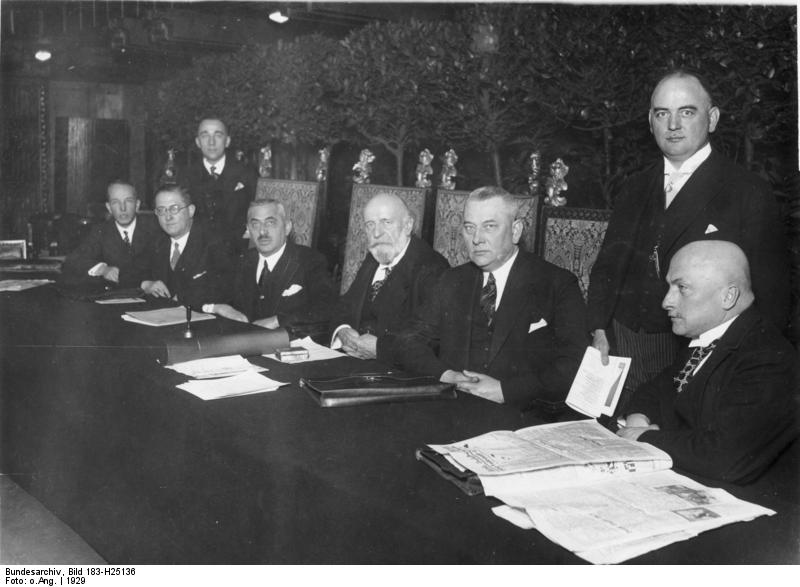
Emil Heinrich Meyer (1. von links) in der Genossenschaftsabteilung der Dresdner Bank, 1929

## Leben
Meyer war promovierter Jurist und promovierter Wirtschaftswissenschaftler. 1924 wurde er Syndikus bei der Genossenschaftsabteilung der Dresdner Bank. Er war seit 1934 Vorstandsmitglied der Dresdner Bank. Meyer, ein Cousin Wilhelm Kepplers, wurde 1932 Mitglied des Keppler-Kreises, des späteren Freundeskreises Reichsführer SS.
Zum 1. Mai 1933 trat Meyer in die NSDAP ein (Mitgliedsnummer 2.590.797) und wurde SS-Standartenführer (SS-Nummer 115.983). 1935 wurde er Honorarprofessor für Genossenschaftswesen an der Wirtschaftshochschule Berlin und Mitglied der NS-Akademie für Deutsches Recht.
Er war einer der Direktoren von AEG sowie von Mix & Genest und von Standard Elektrik Lorenz, beides Tochterunternehmen der amerikanischen ITT. Diese Firmen leisteten während des Zweiten Weltkriegs Zahlungen an Heinrich Himmler, um die Investitionen ITTs in den Bremer Flugzeughersteller Focke-Wulf zu schützen.
Nach Angaben von Jan Erik Schulte legte Meyer 1943 „besonderen Wert darauf, die Konten der Osti in seinem Hause zu führen“.
Am 9. Mai 1945 nahm sich Meyer in Berlin das Leben.